# Marcelo Balboa
Marcelo Balboa (Chicago, 8 de agosto de 1967) es un exfutbolista estadounidense. Jugaba de Defensa.

## Biografía
Nació el 8 de agosto de 1967 en Chicago y es hijo de padres argentinos.

## Trayectoria
Se inició en el onceno de San Diego Nomads del fútbol colegial en Estados Unidos en 1987, para luego ser incluido en 1990 al Blackhawks de San Francisco y posteriormente en 1992, al Foxes de Colorado, donde fue firmado por la naciente liga profesional MLS. Dominó la zona defensiva de los Rapids de Colorado por seis años, de 1996 a 2001, antes de dejar la liga debido a lesiones en el 2002, cuando jugaba para el Metrostars. También jugó en México para el equipo de León.
Además de su capacidad defensiva, Balboa sorprendía ofensivamente a los rivales con remates de chilena y fue el primer defensa en anotar 20 goles y 20 asistencias en su carrera. En el 2000, una chilena suya terminó elegida como el “Gol del Año de la MLS”.
Apodado el "El Hombre de Hierro", Balboa, hoy en día se desarrolla en el ámbito televisivo en transmisiones de partidos de los Colorado Rapids, la MLS y para la selección de los Estados Unidos, trabajando para ESPN y ABC y también comentando partidos de la Copa Mundial de la FIFA Brasil 2014 para Univision Deportes.

## Selección nacional
Un grande de todos los tiempos en el fútbol estadounidense, uno de los jugadores más representativos de la selección de los Estados Unidos durante la década de los 90 y forma parte de la generación de futbolistas “leyenda” de la MLS, que han jugado en tres mundiales consecutivos; Italia 1990, Estados Unidos 1994 y Francia 1998. Con su selección disputó 127 partidos y anotó 13 goles.
Ganador del premio a mejor futbolista el año en 1994, este premio reconoce a través del voto del periodismo, al mejor futbolista de la selección estadounidense. El premio es considerado el más importante que un jugador de los Estados Unidos puede recibir.

## Clubes
| Club              | País           | Año       |
| ----------------- | -------------- | --------- |
| San Diego Nomads  | Estados Unidos | 1987-1989 |
| San Francisco Bay | Estados Unidos | 1990-1991 |
| Colorado Foxes    | Estados Unidos | 1991-1994 |
| Club León         | México         | 1994-1995 |
| Colorado Rapids   | Estados Unidos | 1996-2001 |
| MetroStars        | Estados Unidos | 1996-2002 |

## Palmarés

### Campeonatos internacionales
| Título                     | Equipo                      | Sede           | Año  |
| -------------------------- | --------------------------- | -------------- | ---- |
| Copa de Oro de la Concacaf | Selección de Estados Unidos | Estados Unidos | 1991 |

### Distinciones individuales
| Distinción                            | Año  |
| ------------------------------------- | ---- |
| Futbolista del Año en Estados Unidos  | 1992 |
| Futbolista del Año en Estados Unidos  | 1994 |
| Futbolista del Año Fútbol de Primera  | 1994 |
| Gol del año de la Major League Soccer | 2000 |
| National Soccer Hall of Fame          | 2005 |